# Webonio
Webonio je online editor na tvorbu a správu webových stránek. Funguje na principu úprav přednastavených šablon a jejich prvků – fontů, barev nebo obrázků. Webonio je projektem společnosti Webonio investment, s.r.o.

## Historie
Společnost Webonio investment, s r.o., založili podnikatelé Matyáš Mandík a Tomáš Novotný v roce 2015. Nápad na vytvoření jednoduchého editoru na tvorbu webových stránek online vznikl díky vysokému počtu uživatelů se zastaralými weby, které se na internetu vyskytují. Vývoj online platformy však započal již v roce 2015 a trvá dodnes. Hlavním cílem projektu bylo vyvinout intuitivní aplikaci, kterou zvládnou ovládat všichni uživatelé bez předchozích znalostí a zkušeností s tvorbou webových stránek.
Ve stejném roce začala společnost vyvíjet grafický editor Webonio Art. Projekt vznikl s podobným záměrem. Má usnadnit uživatelům vlastní tvorbu profesionální grafiky bez znalosti programů. Webonio v současné době funguje pouze v české verzi. Společnost však plánovala do konce roku 2017 jeho rozšíření o další jazykové mutace – slovenštinu, polštinu, němčinu a maďarštinu.